# なぎさわゆう
なぎさわ ゆうは、日本の女性漫画家。東京都在住。代表作は『COMICポプリクラブ』に連載した『陰陽探偵社にようこそ! 』。

## 作品リスト
- 『花の実の熟するとき』メディアックス、MDコミックス（2000年8月発売）ISBN 978-4896134254
- 『陰陽探偵社にようこそ! 』晋遊舎、晋遊舎コミックス（2002年10月発売）ISBN 978-4883803002
- 『ぷちきゅん』晋遊舎、晋遊舎コミックス（2003年12月1日発行）ISBN 978-4883803873
  - 収録作品
    - LOVELOVEついんてーるず COMICポプリクラブ 2003年9月号
    - ぷちっと♡ELDER SISTER COMICポプリクラブ 2003年7月号
    - ミコミコ COMICポプリクラブ 2003年1月号
    - ちょこっとだけミコミコ COMICポプリクラブ 2003年3月号
    - ちかん日和 COMIC鋭撃2002年vol.1
    - まじかる✩ホーリーライト COMICポプリクラブ 2003年10月号
    - だってアイドルだもん COMICポプリクラブ 2003年5月号
    - もじもじSWEET HEART COMICポプリクラブ 2003年4月号
    - A dear cousin COMICポプリクラブ 2002年12月号
    - 家庭教師はおにいちゃん COMIC鋭撃2002年vol.2
    - キセイジジツ♡ Chuッ2000年4月号（ワニマガジン）
    - いじめないでね♡お兄ちゃん Chuッ2000年6月号

単行本未収録作
- ちびっこ若奥さま♥　COMICポプリクラブ2004年7月号 - 9月号（未完）
- ゴシック✝プリンセス　COMICポプリクラブ2005年6月号 - 7月号
- 大好きって言わせたい COMICポプリクラブ 2005年9月号
- ちびっこ先生によろしく♥ メンズヤングスペシャル雷 Vol.3（メンズヤング2007年9月号増刊）